# Salwa C. Nassar
Pour les articles homonymes, voir Nassar.
Salwa Chukri Nassar, née le 5 janvier 1913 à Dhour Choueir et morte le 17 février 1967, est une physicienne libanaise. Elle est la première libanaise présidente du Beirut College for Women (BCW) aujourd’hui devenu la Lebanese American University (LAU).
Première libanaise à obtenir un doctorat en physique, elle a milité pour l’égalité des droits des femmes en particulier pour leur ouvrir l’accès aux études universitaires, surtout en sciences. Elle a aussi été très engagée dans la promotion d’une utilisation pacifique de l’énergie nucléaire.

## Biographie

### Jeunesse et Éducation
Salwa Chukri Nassar naît dans une famille modeste de Dhour-el-Shweir (Liban). Après l’école primaire de son village, elle fait ses études secondaires à la Brummana High School.
Une fois ses études secondaires terminées, elle intègre le programme de deux ans au American Junior College for Women (qui deviendra le BCW) grâce au soutien de ses parents. Convaincus de son excellence, plusieurs professeurs l’aident par la suite à poursuivre ses études à l’université américaine de Beyrouth (AUB) où elle devient la première étudiante en mathématiques. Pour financer ses études, elle est assistante au laboratoire de chimie.
Après avoir obtenu son diplôme avec mention, elle enseigne les mathématiques pendant trois ans à l'Université de Beir Zeit en Palestine puis un an en Irak afin de rassembler les fonds nécessaires pour poursuivre ses études aux États-Unis.
Elle rejoint le Smith College au Massachusetts en 1939 et obtient une maîtrise en physique en 1940. Elle est ensuite acceptée au prestigieux département de physique de l'Université de Californie à Berkeley . Elle travaille avec Ernest Lawrence sur le développement du spectromètre de masse à secteur (sector mass spectrometer) en physique nucléaire . L’impossibilité d’obtenir des matières nucléaires pour ses expériences la conduit à choisir un autre sujet de recherche. C’est ainsi qu’elle choisit de travailler sur le rayonnement cosmique. Elle termine son doctorat en 1945, devenant la huitième femme diplômée en physique à Berkeley et la première libanaise.

### Enseignement et recherche
Salwa C. Nassar retourne au Liban en 1945. Elle enseigne les mathématiques au BCW et y développe un programme d’enseignement des sciences.
En 1949, l’université du Michigan à Ann Arbor l’invite à rejoindre ses rangs pour mettre en place une chambre à brouillard (cloud chamber). Lors de son voyage vers les États-Unis, elle participe à deux congrès de physique (en Italie et à Bâle). Elle est aussi invitée à passer un mois à l’école polytechnique de Paris. Par la suite elle fait un arrêt au centre technologique de Harwell et à l’université de Bristol en Angleterre.
En 1950, elle revient au Liban et intègre le département de physique de l’AUB où elle occupe le poste de professeur puis celui de directrice. Sa carrière académique est partagée entre l’enseignement et la recherche en physique à l’AUB.
En 1956, elle revient à Ann Arbor pour un an en tant que visiting professor.
Sa renommée est telle qu’elle est citée dans le «Who's who in Atoms» de 1960.
En 1965, elle est nommée présidente du BCW.

### Implications diverses

#### Promotion de la recherche scientifique
Tout au long de sa carrière, Salwa C. Nassar a été très impliquée dans le développement de la recherche scientifique en général et au Liban en particulier. Ses efforts se sont concrétisés par la création du Conseil National pour la Recherche Scientifique du Liban en 1962 dont elle est membre fondateur.

#### Femmes et éducation
Féministe avant l’heure au Liban, particulièrement sensible à la situation des femmes au Moyen Orient, Salwa C. Nassar a souvent abordé ce sujet lors de ses conférences insistant sur l’importance de la pleine participation des femmes à la vie active et sur leur droit à tous les niveaux d’éducation. De plus, elle a encouragé les femmes à rejoindre les disciplines scientifiques.

#### Nucléaire pacifique
Depuis ses travaux à Berkeley, Salwa C. Nassar a toujours insisté sur l’importance de l’utilisation de l’énergie nucléaire à des fins pacifiques dans le cadre d’applications médicales et industrielles.
Elle représente le Liban dans plus de dix conférences internationales à ce sujet dont les trois premières «Conférence internationale sur l'utilisation de l'énergie atomique à des fins pacifiques» tenues à Genève (1955, 1958, 1964).

## Décès
Salwa C. Nassar décède le 17 février 1967 à l'hôpital de l'AUB, des suites d'une leucémie, à l'âge de 54 ans.